# Museu do Banco da Inglaterra
O Museu do Banco da Inglaterra, localizado dentro do Banco da Inglaterra, na Cidade de Londres, abriga uma coleção de diversos itens relacionados à história do Banco e à economia do Reino Unido, desde a fundação do Banco em 1694 até os dias atuais.

## História
Inicialmente, o acesso ao acervo do Banco era feito somente mediante agendamento prévio, com os visitantes sendo acompanhados pelo Banco até uma pequena área de exposição. Na década de 1980, o Banco decidiu tornar sua coleção (e o Banco da Inglaterra como um todo) acessível a um público mais amplo. Na época, estava confinado à Rotunda do Banco, mas o plano era estendê-lo para incluir o 'Soane Hall' de Sir Herbert Baker, com uma entrada separada sendo criada em Bartholomew Lane.
Com isso em mente, foi planejado um novo museu, cuja inauguração estava prevista para 1994, ano do tricentenário do Banco. Entretanto, um incêndio em 1986 causou sérios danos à área acima do local proposto para o museu. Foi decidido começar a trabalhar no museu naquele momento, em vez de repará-lo e reconstruí-lo mais tarde. Projetado pelos consultores de exposições Higgins Gardner &amp; Partners, levou 18 meses para ser concluído e o novo museu foi inaugurado em 1988 pela Rainha Elizabeth II.
Algumas das características do novo museu incluíam:
- Uma reconstrução do Stock Office do século XVIII projetada por Sir John Soane .
- A Rotunda reformada continha um display central elevado de ouro, cercado por 12 cariátides que atuavam como guardiãs do ouro.

No mesmo ano da sua inauguração, recebeu o Prêmio City Heritage e o Prêmio Stone Federation de Artesanato de Destaque.

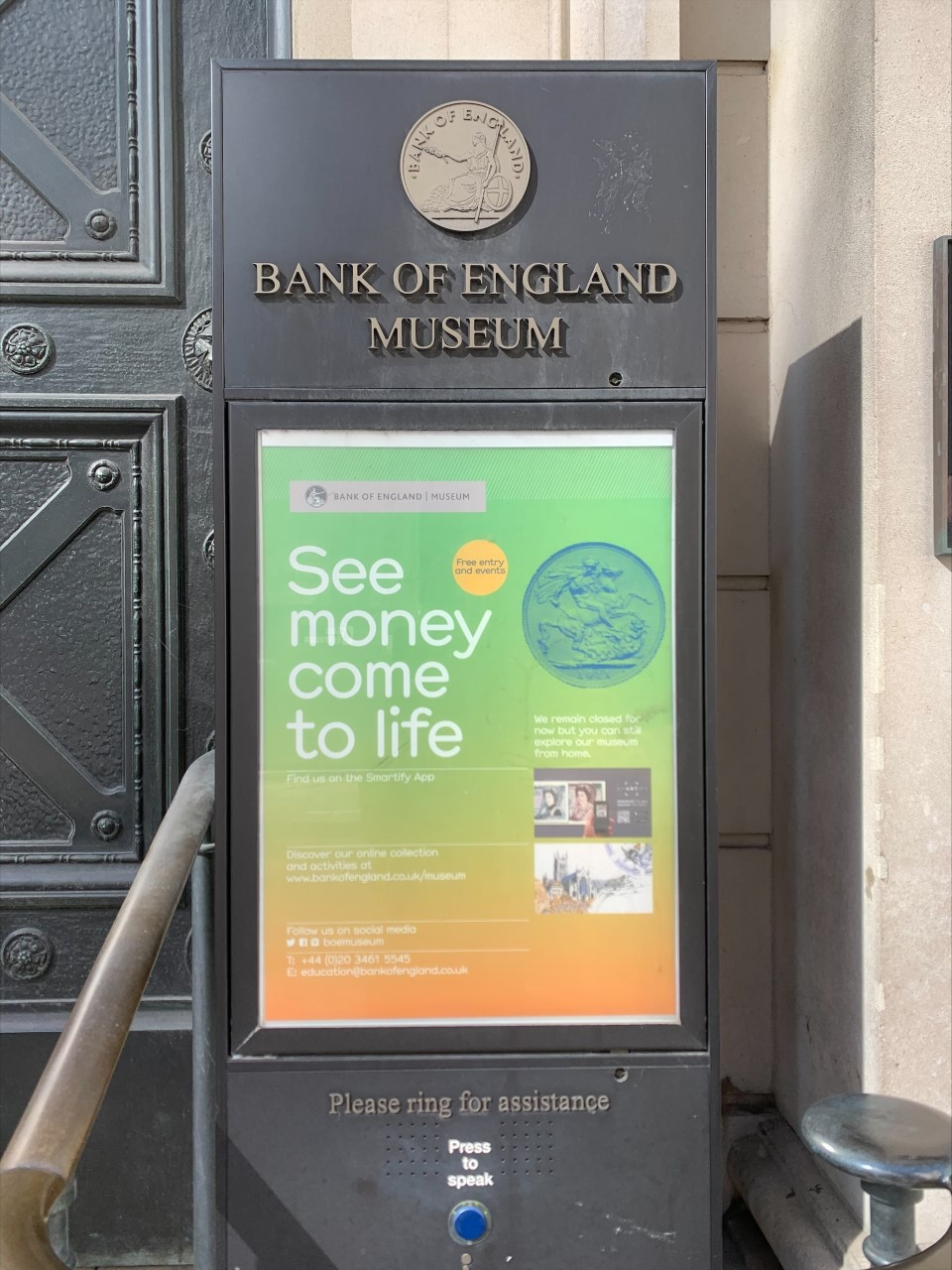
Placa na entrada do Museu do Banco da Inglaterra

## Exposições
Além da coleção permanente, o museu organiza exposições temporárias rotativas.
As exposições atuais incluem uma exposição digital sobre o novo £ 50 com Alan Turing.
Exposições temporárias recentes incluem:
- Feliks Topolski : Desenho Debden (2018)[4]
- 325 Anos, 325 Objetos (2019)[5]